# جيري ساتكليف
جيري ساتكليف (بالإنجليزية: Gerry Sutcliffe) هو سياسي بريطاني، ولد في 13 مايو 1953 في سالفورد في المملكة المتحدة. حزبياً، نشط في حزب العمال.

## مناصب
- في 1994 Bradford South by-election [الإنجليزية]‏، انتخب عضو البرلمان الحادي والخمسون للمملكة المتحدة عن دائرة برادفورد الجنوبية خلال فترته النيابية ‏ (9 يونيو 1994 – 8 أبريل 1997).
- انتخب Vice-Chamberlain of the Household [الإنجليزية]‏ (8 يونيو 2001 – 13 يونيو 2003).
- في الانتخابات العامة في المملكة المتحدة 1997 [الإنجليزية]‏، انتخب عضو البرلمان الثاني والخمسون للمملكة المتحدة عن دائرة برادفورد الجنوبية وقد انضم خلال فترته النيابية ‏ (1 مايو 1997 – 14 مايو 2001) للكتلة البرلمانية حزب العمال.
- في الانتخابات العامة في المملكة المتحدة 2001، انتخب عضو برلمان المملكة المتحدة الـ53 عن دائرة برادفورد الجنوبية وقد انضم خلال فترته النيابية ‏ (7 يونيو 2001 – 11 أبريل 2005) للكتلة البرلمانية حزب العمال.
- في الانتخابات العامة في المملكة المتحدة 2005، انتخب عضو برلمان المملكة المتحدة الـ54 عن دائرة برادفورد الجنوبية وقد انضم خلال فترته النيابية ‏ (5 مايو 2005 – 12 أبريل 2010) للكتلة البرلمانية حزب العمال.
- في انتخابات المملكة المتحدة لعام 2010، انتخب عضو برلمان المملكة المتحدة الـ55 عن دائرة برادفورد الجنوبية وقد انضم خلال فترته النيابية ‏ (6 مايو 2010 – 30 مارس 2015) للكتلة البرلمانية حزب العمال.
- انتخب Minister for Sport and Civil Society [الإنجليزية]‏.